# Zanthoxylum quinduense
Zanthoxylum quinduense är en vinruteväxtart som beskrevs av Louis René Tulasne. Zanthoxylum quinduense ingår i släktet Zanthoxylum och familjen vinruteväxter. Inga underarter finns listade i Catalogue of Life.